# ウェストバージニア州選出のアメリカ合衆国上院議員
ウェストバージニア州選出のアメリカ合衆国上院議員（ウェストバージニアしゅうせんしゅつのアメリカがっしゅうこくじょういんぎいん）は、ウェストバージニア州から選出されたアメリカ合衆国上院議員である、同州の議員は第1部及び第2部から構成される。
現在のウェストバージニア州選出の上院議員は、共和党のシェリー・ムーア・カピトと民主党のジョー・マンチンが務める。

## 上院議員一覧
| 第1部 第1部の上院議員は西暦年を6で除算したときの剰余が1と等しい年が任期末である。最近では2010年 (補選), 2012年,2018年,2024年に改選されている。次の選挙は2030年を予定している。 | 第1部 第1部の上院議員は西暦年を6で除算したときの剰余が1と等しい年が任期末である。最近では2010年 (補選), 2012年,2018年,2024年に改選されている。次の選挙は2030年を予定している。 | 第1部 第1部の上院議員は西暦年を6で除算したときの剰余が1と等しい年が任期末である。最近では2010年 (補選), 2012年,2018年,2024年に改選されている。次の選挙は2030年を予定している。 | 第1部 第1部の上院議員は西暦年を6で除算したときの剰余が1と等しい年が任期末である。最近では2010年 (補選), 2012年,2018年,2024年に改選されている。次の選挙は2030年を予定している。 | 第1部 第1部の上院議員は西暦年を6で除算したときの剰余が1と等しい年が任期末である。最近では2010年 (補選), 2012年,2018年,2024年に改選されている。次の選挙は2030年を予定している。 | 第1部 第1部の上院議員は西暦年を6で除算したときの剰余が1と等しい年が任期末である。最近では2010年 (補選), 2012年,2018年,2024年に改選されている。次の選挙は2030年を予定している。 | 議会                                                              | 第2部 第2部の上院議員は西暦年を6で除算したときの剰余が3と等しい年が任期末である。最近では2002年, 2008年, 2014年,2020年に改選されている。次の選挙は2026年を予定している。 | 第2部 第2部の上院議員は西暦年を6で除算したときの剰余が3と等しい年が任期末である。最近では2002年, 2008年, 2014年,2020年に改選されている。次の選挙は2026年を予定している。 | 第2部 第2部の上院議員は西暦年を6で除算したときの剰余が3と等しい年が任期末である。最近では2002年, 2008年, 2014年,2020年に改選されている。次の選挙は2026年を予定している。 | 第2部 第2部の上院議員は西暦年を6で除算したときの剰余が3と等しい年が任期末である。最近では2002年, 2008年, 2014年,2020年に改選されている。次の選挙は2026年を予定している。 | 第2部 第2部の上院議員は西暦年を6で除算したときの剰余が3と等しい年が任期末である。最近では2002年, 2008年, 2014年,2020年に改選されている。次の選挙は2026年を予定している。 | 第2部 第2部の上院議員は西暦年を6で除算したときの剰余が3と等しい年が任期末である。最近では2002年, 2008年, 2014年,2020年に改選されている。次の選挙は2026年を予定している。 |
| # | 氏名 | 所属政党 | 在職期間 | 選挙歴 | 任期 | 議会                                                              | 任期 | 選挙歴 | 在職期間 | 所属政党 | 氏名 | # |
| 空席 | 空席 | 空席 | 1863年6月19日 – 1863年8月4日 | ウェストバージニア州は1863年6月19日に連邦に加入し、1863年8月4日に初めての上院議員を選出                                                                                        | 1 | 38                                                                | 1 | ウェストバージニア州は1863年6月19日に連邦に加入し、1863年8月4日に初めての上院議員を選出                                                                                  | 1863年6月19日 – 1863年8月3日 | 空席 | 空席 | 空席 |
| 1 | ピーター・G・ヴァン・ウィンクル | Unconditional Unionist | 1863年8月4日 – 1869年3月3日 | 1863年選出 引退 or 再選に失敗 | 1 | 38                                                                | 1 | 1863年選出 | 1863年8月4日 – 1865年3月3日 | Unconditional Unionist | ウェイトマン・T・ウィリー | 1 |
| 1 | ピーター・G・ヴァン・ウィンクル | Unconditional Unionist | 1863年8月4日 – 1869年3月3日 | 1863年選出 引退 or 再選に失敗 | 1 | 39                                                                | 2 | 1865年再選 引退 or 再選に失敗 | 1865年3月4日 – 1871年3月3日 | 共和党 | ウェイトマン・T・ウィリー | 1 |
| 1 | ピーター・G・ヴァン・ウィンクル | 共和党 | 1863年8月4日 – 1869年3月3日 | 1863年選出 引退 or 再選に失敗 | 1 | 40                                                                | 2 | 1865年再選 引退 or 再選に失敗 | 1865年3月4日 – 1871年3月3日 | 共和党 | ウェイトマン・T・ウィリー | 1 |
| 2 | アーサー・I・ボアマン | 共和党 | 1869年3月4日 – 1875年3月3日 | 選出年不明 引退 | 2 | 41                                                                | 2 | 1865年再選 引退 or 再選に失敗 | 1865年3月4日 – 1871年3月3日 | 共和党 | ウェイトマン・T・ウィリー | 1 |
| 2 | アーサー・I・ボアマン | 共和党 | 1869年3月4日 – 1875年3月3日 | 選出年不明 引退 | 2 | 42                                                                | 3 | 1871年選出 | 1871年3月4日 – 1883年3月3日 | 民主党 | ヘンリー・G・デイヴィス | 2 |
| 2 | アーサー・I・ボアマン | 共和党 | 1869年3月4日 – 1875年3月3日 | 選出年不明 引退 | 2 | 43                                                                | 3 | 1871年選出 | 1871年3月4日 – 1883年3月3日 | 民主党 | ヘンリー・G・デイヴィス | 2 |
| 3 | アレン・T・ケイパートン | 民主党 | 1875年3月4日 – 1876年7月26日 | 選出年不明 死去 | 3 | 44                                                                | 3 | 1871年選出 | 1871年3月4日 – 1883年3月3日 | 民主党 | ヘンリー・G・デイヴィス | 2 |
| 空席位 | 空席位 | 空席位 | 1876年7月26日 – 1876年8月26日 | | 3 | 44                                                                | 3 | 1871年選出 | 1871年3月4日 – 1883年3月3日 | 民主党 | ヘンリー・G・デイヴィス | 2 |
| 4 | サミュエル・・プライス | 民主党 | 1876年8月26日 – 1877年1月26日 | ケイパートン死去による空席を補充するため任命 補欠選挙で敗北 | 3 | 44                                                                | 3 | 1871年選出 | 1871年3月4日 – 1883年3月3日 | 民主党 | ヘンリー・G・デイヴィス | 2 |
| 空席 | 空席 | 空席 | 1877年1月26日 – 1877年1月31日 | 後継が1877年1月26日ケイパートン死去による補欠選挙で選出されるが,議員資格取得まで空席とされた                                                                                   | 3 | 44                                                                | 3 | 1871年選出 | 1871年3月4日 – 1883年3月3日 | 民主党 | ヘンリー・G・デイヴィス | 2 |
| 5 | フランク・ヘレフォード | 民主党 | 1877年1月31日 – 1881年3月3日 | 1877年ケイパートン死去による補欠選挙で選出 引退 or 再選に失敗 | 3 | 44                                                                | 3 | 1871年選出 | 1871年3月4日 – 1883年3月3日 | 民主党 | ヘンリー・G・デイヴィス | 2 |
| 5 | フランク・ヘレフォード | 民主党 | 1877年1月31日 – 1881年3月3日 | 1877年ケイパートン死去による補欠選挙で選出 引退 or 再選に失敗 | 3 | 45                                                                | 4 | 1877年再選 引退 | 1871年3月4日 – 1883年3月3日 | 民主党 | ヘンリー・G・デイヴィス | 2 |
| 5 | フランク・ヘレフォード | 民主党 | 1877年1月31日 – 1881年3月3日 | 1877年ケイパートン死去による補欠選挙で選出 引退 or 再選に失敗 | 3 | 46                                                                | 4 | 1877年再選 引退 | 1871年3月4日 – 1883年3月3日 | 民主党 | ヘンリー・G・デイヴィス | 2 |
| 6 | ジョンソン・N・カムデン | 民主党 | 1881年3月4日 – 1887年3月3日 | 選出年不明 引退 or 再選に失敗 | 4 | 47                                                                | 4 | 1877年再選 引退 | 1871年3月4日 – 1883年3月3日 | 民主党 | ヘンリー・G・デイヴィス | 2 |
| 6 | ジョンソン・N・カムデン | 民主党 | 1881年3月4日 – 1887年3月3日 | 選出年不明 引退 or 再選に失敗 | 4 | 48                                                                | 5 | 1883年選出 | 1883年3月4日 – 1893年1月11日 | 民主党 | ジョン・E・ケンナ | 3 |
| 6 | ジョンソン・N・カムデン | 民主党 | 1881年3月4日 – 1887年3月3日 | 選出年不明 引退 or 再選に失敗 | 4 | 49                                                                | 5 | 1883年選出 | 1883年3月4日 – 1893年1月11日 | 民主党 | ジョン・E・ケンナ | 3 |
| 7 | チャールズ・J・フォークナー | 民主党 | 1887年3月4日 – 1899年3月3日 | 1887年選出 | 5 | 50                                                                | 5 | 1883年選出 | 1883年3月4日 – 1893年1月11日 | 民主党 | ジョン・E・ケンナ | 3 |
| 7 | チャールズ・J・フォークナー | 民主党 | 1887年3月4日 – 1899年3月3日 | 1887年選出 | 5 | 51                                                                | 6 | 1889年再選 死去 | 1883年3月4日 – 1893年1月11日 | 民主党 | ジョン・E・ケンナ | 3 |
| 7 | チャールズ・J・フォークナー | 民主党 | 1887年3月4日 – 1899年3月3日 | 1887年選出 | 5 | 52                                                                | 6 | 1889年再選 死去 | 1883年3月4日 – 1893年1月11日 | 民主党 | ジョン・E・ケンナ | 3 |
| 7 | チャールズ・J・フォークナー | 民主党 | 1887年3月4日 – 1899年3月3日 | 1887年選出 | 5 |                                                                   | 6 | 1893年1月11日 – 1893年1月25日 | 空席 | 空席 | 空席 | |
| 7 | チャールズ・J・フォークナー | 民主党 | 1887年3月4日 – 1899年3月3日 | 1887年選出 | 5 | 1893年ケンナ死去による補欠選挙で選出 引退 or 再選に失敗           | 6 | 1893年1月25日 – 1895年3月3日 | 民主党 | ジョンソン・N・カムデン | 4 | |
| 7 | チャールズ・J・フォークナー | 民主党 | 1887年3月4日 – 1899年3月3日 | 1893年再選 引退 | 6 | 1893年ケンナ死去による補欠選挙で選出 引退 or 再選に失敗           | 6 | 1893年1月25日 – 1895年3月3日 | 民主党 | ジョンソン・N・カムデン | 4 | 53 |
| 7 | チャールズ・J・フォークナー | 民主党 | 1887年3月4日 – 1899年3月3日 | 1893年再選 引退 | 6 | 54                                                                | 7 | 1895年1月23日選出 | 1895年3月4日 – 1911年1月4日 | 共和党 | スティーブン・B・エルキンズ | 5 |
| 7 | チャールズ・J・フォークナー | 民主党 | 1887年3月4日 – 1899年3月3日 | 1893年再選 引退 | 6 | 55                                                                | 7 | 1895年1月23日選出 | 1895年3月4日 – 1911年1月4日 | 共和党 | スティーブン・B・エルキンズ | 5 |
| 8 | ネイサン・B・スコット | 共和党 | 1899年3月4日 – 1911年3月3日 | 1899年1月25日選出 | 7 | 56                                                                | 7 | 1895年1月23日選出 | 1895年3月4日 – 1911年1月4日 | 共和党 | スティーブン・B・エルキンズ | 5 |
| 8 | ネイサン・B・スコット | 共和党 | 1899年3月4日 – 1911年3月3日 | 1899年1月25日選出 | 7 | 57                                                                | 8 | 1901年再選 | 1895年3月4日 – 1911年1月4日 | 共和党 | スティーブン・B・エルキンズ | 5 |
| 8 | ネイサン・B・スコット | 共和党 | 1899年3月4日 – 1911年3月3日 | 1899年1月25日選出 | 7 | 58                                                                | 8 | 1901年再選 | 1895年3月4日 – 1911年1月4日 | 共和党 | スティーブン・B・エルキンズ | 5 |
| 8 | ネイサン・B・スコット | 共和党 | 1899年3月4日 – 1911年3月3日 | 1905年再選 再指名に失敗 | 8 | 59                                                                | 8 | 1901年再選 | 1895年3月4日 – 1911年1月4日 | 共和党 | スティーブン・B・エルキンズ | 5 |
| 8 | ネイサン・B・スコット | 共和党 | 1899年3月4日 – 1911年3月3日 | 1905年再選 再指名に失敗 | 8 | 60                                                                | 9 | 1907年再選 死去 | 1895年3月4日 – 1911年1月4日 | 共和党 | スティーブン・B・エルキンズ | 5 |
| 8 | ネイサン・B・スコット | 共和党 | 1899年3月4日 – 1911年3月3日 | 1905年再選 再指名に失敗 | 8 | 61                                                                | 9 | 1907年再選 死去 | 1895年3月4日 – 1911年1月4日 | 共和党 | スティーブン・B・エルキンズ | 5 |
| 8 | ネイサン・B・スコット | 共和党 | 1899年3月4日 – 1911年3月3日 | 1905年再選 再指名に失敗 | 8 |                                                                   | 9 | 1911年1月4日 – 1911年1月9日 | 空席 | 空席 | 空席 | |
| 8 | ネイサン・B・スコット | 共和党 | 1899年3月4日 – 1911年3月3日 | 1905年再選 再指名に失敗 | 8 | 父死去による空席を補充するため任命 後継選出                       | 9 | 1911年1月9日 – 1911年1月31日 | 共和党 | デイヴィス・エルキンズ | 6 | |
| 8 | ネイサン・B・スコット | 共和党 | 1899年3月4日 – 1911年3月3日 | 1905年再選 再指名に失敗 | 8 | 1911年スティーヴン・エルキンズ死去による補欠選挙で選出 再選に失敗 | 9 | 1911年2月1日 – 1913年3月3日 | 民主党 | クラレンス・W・ワトソン | 7 | |
| 9 | ウィリアム・E・チルトン | 民主党 | 1911年3月4日 – 1917年3月3日 | 1911年選出 再選に失敗 | 9 | 1911年スティーヴン・エルキンズ死去による補欠選挙で選出 再選に失敗 | 9 | 1911年2月1日 – 1913年3月3日 | 民主党 | クラレンス・W・ワトソン | 7 | 62 |
| 9 | ウィリアム・E・チルトン | 民主党 | 1911年3月4日 – 1917年3月3日 | 1911年選出 再選に失敗 | 9 | 63                                                                | 10 | | 1913年3月4日 – 1913年4月1日 | 空席 | 空席 | 空席 |
| 9 | ウィリアム・E・チルトン | 民主党 | 1911年3月4日 – 1917年3月3日 | 1911年選出 再選に失敗 | 9 | 63                                                                | 10 | 1913年1月28日選出, 遅れて就任 引退 | 1913年4月1日 – 1919年3月3日 | 共和党 | ネイサン・ゴフ | 8 |
| 9 | ウィリアム・E・チルトン | 民主党 | 1911年3月4日 – 1917年3月3日 | 1911年選出 再選に失敗 | 9 | 64                                                                | 10 | 1913年1月28日選出, 遅れて就任 引退 | 1913年4月1日 – 1919年3月3日 | 共和党 | ネイサン・ゴフ | 8 |
| 10 | ハワード・サザーランド | 共和党 | 1917年3月4日 – 1923年3月3日 | 1916年選出 再選に失敗 | 10 | 65                                                                | 10 | 1913年1月28日選出, 遅れて就任 引退 | 1913年4月1日 – 1919年3月3日 | 共和党 | ネイサン・ゴフ | 8 |
| 10 | ハワード・サザーランド | 共和党 | 1917年3月4日 – 1923年3月3日 | 1916年選出 再選に失敗 | 10 | 66                                                                | 11 | 1918年選出 引退 | 1919年3月4日 – 1925年3月3日 | 共和党 | デイヴィス・エルキンズ | 9 |
| 10 | ハワード・サザーランド | 共和党 | 1917年3月4日 – 1923年3月3日 | 1916年選出 再選に失敗 | 10 | 67                                                                | 11 | 1918年選出 引退 | 1919年3月4日 – 1925年3月3日 | 共和党 | デイヴィス・エルキンズ | 9 |
| 11 | マシュー・M・ニーリー | 民主党 | 1923年3月4日 – 1929年3月3日 | 1922年選出 再選に失敗 | 11 | 68                                                                | 11 | 1918年選出 引退 | 1919年3月4日 – 1925年3月3日 | 共和党 | デイヴィス・エルキンズ | 9 |
| 11 | マシュー・M・ニーリー | 民主党 | 1923年3月4日 – 1929年3月3日 | 1922年選出 再選に失敗 | 11 | 69                                                                | 12 | 1924年選出 引退 | 1925年3月4日 – 1931年3月3日 | 共和党 | ガイ・D・ゴフ | 10 |
| 11 | マシュー・M・ニーリー | 民主党 | 1923年3月4日 – 1929年3月3日 | 1922年選出 再選に失敗 | 11 | 70                                                                | 12 | 1924年選出 引退 | 1925年3月4日 – 1931年3月3日 | 共和党 | ガイ・D・ゴフ | 10 |
| 12 | ヘンリー・D・ハットフィールド | 共和党 | 1929年3月4日 – 1935年1月3日 | 1928年選出 再選に失敗 | 12 | 71                                                                | 12 | 1924年選出 引退 | 1925年3月4日 – 1931年3月3日 | 共和党 | ガイ・D・ゴフ | 10 |
| 12 | ヘンリー・D・ハットフィールド | 共和党 | 1929年3月4日 – 1935年1月3日 | 1928年選出 再選に失敗 | 12 | 72                                                                | 13 | 1930年選出 | 1931年3月4日 – 1941年1月12日 | 民主党 | マシュー・M・ニーリー | 11 |
| 12 | ヘンリー・D・ハットフィールド | 共和党 | 1929年3月4日 – 1935年1月3日 | 1928年選出 再選に失敗 | 12 | 73                                                                | 13 | 1930年選出 | 1931年3月4日 – 1941年1月12日 | 民主党 | マシュー・M・ニーリー | 11 |
| 空席 | 空席 | 空席 | 1935年1月3日 – 1935年6月19日 | 次期上院議員がまだ議員資格を得ておらず | 13 | 74                                                                | 13 | 1930年選出 | 1931年3月4日 – 1941年1月12日 | 民主党 | マシュー・M・ニーリー | 11 |
| 13 | ラッシュ・D・ホルト・シニア | 民主党 | 1935年1月3日 – 1941年1月3日 | 1934年選出 1935年6月19日に30歳に達するまで議席に就くことができなかった 再指名に失敗                                                                                            | 13 | 74                                                                | 13 | 1930年選出 | 1931年3月4日 – 1941年1月12日 | 民主党 | マシュー・M・ニーリー | 11 |
| 13 | ラッシュ・D・ホルト・シニア | 民主党 | 1935年1月3日 – 1941年1月3日 | 1934年選出 1935年6月19日に30歳に達するまで議席に就くことができなかった 再指名に失敗                                                                                            | 13 | 75                                                                | 14 | 1936年再選 辞職 | 1931年3月4日 – 1941年1月12日 | 民主党 | マシュー・M・ニーリー | 11 |
| 13 | ラッシュ・D・ホルト・シニア | 民主党 | 1935年1月3日 – 1941年1月3日 | 1934年選出 1935年6月19日に30歳に達するまで議席に就くことができなかった 再指名に失敗                                                                                            | 13 | 76                                                                | 14 | 1936年再選 辞職 | 1931年3月4日 – 1941年1月12日 | 民主党 | マシュー・M・ニーリー | 11 |
| 14 | ハーレー・M・キルゴア | 民主党 | 1941年1月3日 – 1956年2月28日 | 1940年選出 | 14 | 77                                                                | 14 | 1936年再選 辞職 | 1931年3月4日 – 1941年1月12日 | 民主党 | マシュー・M・ニーリー | 11 |
| 14 | ハーレー・M・キルゴア | 民主党 | 1941年1月3日 – 1956年2月28日 | 1940年選出 | 14 | 77                                                                | 14 | ニーリー辞職による空席を補充するため任命 補欠選挙で敗北 | 1941年1月13日 – 1942年11月27日 | 民主党 | ジョセフ・ロジエ | 12 |
| 14 | ハーレー・M・キルゴア | 民主党 | 1941年1月3日 – 1956年2月28日 | 1940年選出 | 14 | 77                                                                | 14 | 1942年ニーリー辞職による補欠選挙で選出 引退 | 1942年11月18日 – 1943年1月3日 | 共和党 | ヒュー・I・ショット | 13 |
| 14 | ハーレー・M・キルゴア | 民主党 | 1941年1月3日 – 1956年2月28日 | 1940年選出 | 14 | 78                                                                | 15 | 1942年選出 再選に失敗 | 1943年1月3日 – 1949年1月3日 | 共和党 | W・チャップマン・リバーコム | 14 |
| 14 | ハーレー・M・キルゴア | 民主党 | 1941年1月3日 – 1956年2月28日 | 1940年選出 | 14 | 79                                                                | 15 | 1942年選出 再選に失敗 | 1943年1月3日 – 1949年1月3日 | 共和党 | W・チャップマン・リバーコム | 14 |
| 14 | ハーレー・M・キルゴア | 民主党 | 1941年1月3日 – 1956年2月28日 | 1946年再選 | 15 | 80                                                                | 15 | 1942年選出 再選に失敗 | 1943年1月3日 – 1949年1月3日 | 共和党 | W・チャップマン・リバーコム | 14 |
| 14 | ハーレー・M・キルゴア | 民主党 | 1941年1月3日 – 1956年2月28日 | 1946年再選 | 15 | 81                                                                | 16 | 1948年選出 | 1949年1月3日 – 1958年1月8日 | 民主党 | マシュー・M・ニーリー | 15 |
| 14 | ハーレー・M・キルゴア | 民主党 | 1941年1月3日 – 1956年2月28日 | 1946年再選 | 15 | 82                                                                | 16 | 1948年選出 | 1949年1月3日 – 1958年1月8日 | 民主党 | マシュー・M・ニーリー | 15 |
| 14 | ハーレー・M・キルゴア | 民主党 | 1941年1月3日 – 1956年2月28日 | 1952年再選 死去 | 16 | 83                                                                | 16 | 1948年選出 | 1949年1月3日 – 1958年1月8日 | 民主党 | マシュー・M・ニーリー | 15 |
| 14 | ハーレー・M・キルゴア | 民主党 | 1941年1月3日 – 1956年2月28日 | 1952年再選 死去 | 16 | 84                                                                | 17 | 1954年再選 死去 | 1949年1月3日 – 1958年1月8日 | 民主党 | マシュー・M・ニーリー | 15 |
| 空席 | 空席 | 空席 | 1956年2月28日 – 1956年3月13日 | | 16 | 84                                                                | 17 | 1954年再選 死去 | 1949年1月3日 – 1958年1月8日 | 民主党 | マシュー・M・ニーリー | 15 |
| 15 | ウィリアム・R・レアード3世 | 民主党 | 1956年3月13日 – 1956年11月6日 | キルゴア死去による空席を補充するため任命 後継選出時に引退 | 16 | 84                                                                | 17 | 1954年再選 死去 | 1949年1月3日 – 1958年1月8日 | 民主党 | マシュー・M・ニーリー | 15 |
| 16 | W・チャップマン・リバーコム | 共和党 | 1956年11月7日 – 1959年1月3日 | 1956年キルゴア死去による補欠選挙で選出 再選に失敗 | 16 | 84                                                                | 17 | 1954年再選 死去 | 1949年1月3日 – 1958年1月8日 | 民主党 | マシュー・M・ニーリー | 15 |
| 16 | W・チャップマン・リバーコム | 共和党 | 1956年11月7日 – 1959年1月3日 | 1956年キルゴア死去による補欠選挙で選出 再選に失敗 | 16 | 85                                                                | 17 | 1954年再選 死去 | 1949年1月3日 – 1958年1月8日 | 民主党 | マシュー・M・ニーリー | 15 |
| 16 | W・チャップマン・リバーコム | 共和党 | 1956年11月7日 – 1959年1月3日 | 1956年キルゴア死去による補欠選挙で選出 再選に失敗 | 16 |                                                                   | 17 | 1958年1月8日 – 1958年1月25日 | 空席 | 空席 | 空席 | |
| 16 | W・チャップマン・リバーコム | 共和党 | 1956年11月7日 – 1959年1月3日 | 1956年キルゴア死去による補欠選挙で選出 再選に失敗 | 16 | ニーリー死去による空席を補充するため任命 補欠選挙で敗北           | 17 | 1958年1月25日 – 1958年11月4日 | 共和党 | ジョン・D・ホブリッツェル・ジュニア | 16 | |
| 16 | W・チャップマン・リバーコム | 共和党 | 1956年11月7日 – 1959年1月3日 | 1956年キルゴア死去による補欠選挙で選出 再選に失敗 | 16 | 1958年ニーリー死去による補欠選挙で選出                            | 17 | 1958年11月5日 – 1985年1月3日 | 民主党 | ジェニングス・ランドルフ | 17 | |
| 17 | ロバート・バード | 民主党 | 1959年1月3日 – 2010年6月28日 | 1958年選出 | 17 | 1958年ニーリー死去による補欠選挙で選出                            | 17 | 1958年11月5日 – 1985年1月3日 | 民主党 | ジェニングス・ランドルフ | 17 | 86 |
| 17 | ロバート・バード | 民主党 | 1959年1月3日 – 2010年6月28日 | 1958年選出 | 17 | 87                                                                | 18 | 1958年11月5日 – 1985年1月3日 | 民主党 | ジェニングス・ランドルフ | 17 | 1960年選出 |
| 17 | ロバート・バード | 民主党 | 1959年1月3日 – 2010年6月28日 | 1958年選出 | 17 | 88                                                                | 18 | 1958年11月5日 – 1985年1月3日 | 民主党 | ジェニングス・ランドルフ | 17 | 1960年選出 |
| 17 | ロバート・バード | 民主党 | 1959年1月3日 – 2010年6月28日 | 1964年再選 | 18 | 89                                                                | 18 | 1958年11月5日 – 1985年1月3日 | 民主党 | ジェニングス・ランドルフ | 17 | 1960年選出 |
| 17 | ロバート・バード | 民主党 | 1959年1月3日 – 2010年6月28日 | 1964年再選 | 18 | 90                                                                | 19 | 1958年11月5日 – 1985年1月3日 | 民主党 | ジェニングス・ランドルフ | 17 | 1966年再選 |
| 17 | ロバート・バード | 民主党 | 1959年1月3日 – 2010年6月28日 | 1964年再選 | 18 | 91                                                                | 19 | 1958年11月5日 – 1985年1月3日 | 民主党 | ジェニングス・ランドルフ | 17 | 1966年再選 |
| 17 | ロバート・バード | 民主党 | 1959年1月3日 – 2010年6月28日 | 1970年再選 | 19 | 92                                                                | 19 | 1958年11月5日 – 1985年1月3日 | 民主党 | ジェニングス・ランドルフ | 17 | 1966年再選 |
| 17 | ロバート・バード | 民主党 | 1959年1月3日 – 2010年6月28日 | 1970年再選 | 19 | 93                                                                | 20 | 1958年11月5日 – 1985年1月3日 | 民主党 | ジェニングス・ランドルフ | 17 | 1972年再選 |
| 17 | ロバート・バード | 民主党 | 1959年1月3日 – 2010年6月28日 | 1970年再選 | 19 | 94                                                                | 20 | 1958年11月5日 – 1985年1月3日 | 民主党 | ジェニングス・ランドルフ | 17 | 1972年再選 |
| 17 | ロバート・バード | 民主党 | 1959年1月3日 – 2010年6月28日 | 1976年再選 | 20 | 95                                                                | 20 | 1958年11月5日 – 1985年1月3日 | 民主党 | ジェニングス・ランドルフ | 17 | 1972年再選 |
| 17 | ロバート・バード | 民主党 | 1959年1月3日 – 2010年6月28日 | 1976年再選 | 20 | 96                                                                | 21 | 1958年11月5日 – 1985年1月3日 | 民主党 | ジェニングス・ランドルフ | 17 | 1978年再選 引退 |
| 17 | ロバート・バード | 民主党 | 1959年1月3日 – 2010年6月28日 | 1976年再選 | 20 | 97                                                                | 21 | 1958年11月5日 – 1985年1月3日 | 民主党 | ジェニングス・ランドルフ | 17 | 1978年再選 引退 |
| 17 | ロバート・バード | 民主党 | 1959年1月3日 – 2010年6月28日 | 1982年再選 | 21 | 98                                                                | 21 | 1958年11月5日 – 1985年1月3日 | 民主党 | ジェニングス・ランドルフ | 17 | 1978年再選 引退 |
| 17 | ロバート・バード | 民主党 | 1959年1月3日 – 2010年6月28日 | 1982年再選 | 21 | 99                                                                | 22 | | 1985年1月3日 – 1985年1月15日 | 空席 | 空席 | 空席 |
| 17 | ロバート・バード | 民主党 | 1959年1月3日 – 2010年6月28日 | 1982年再選 | 21 | 99                                                                | 22 | 1984年選出されるが, ウェストバージニア州知事としての任期を終えるため遅れて就任                                                                                           | 1985年1月15日 – 2015年1月3日 | 民主党 | ジョン・ロックフェラー | 18 |
| 17 | ロバート・バード | 民主党 | 1959年1月3日 – 2010年6月28日 | 1982年再選 | 21 | 100                                                               | | 1984年選出されるが, ウェストバージニア州知事としての任期を終えるため遅れて就任                                                                                           | 1985年1月15日 – 2015年1月3日 | 民主党 | ジョン・ロックフェラー | 18 |
| 17 | ロバート・バード | 民主党 | 1959年1月3日 – 2010年6月28日 | 1988年再選 | 22 | 101                                                               | | 1984年選出されるが, ウェストバージニア州知事としての任期を終えるため遅れて就任                                                                                           | 1985年1月15日 – 2015年1月3日 | 民主党 | ジョン・ロックフェラー | 18 |
| 17 | ロバート・バード | 民主党 | 1959年1月3日 – 2010年6月28日 | 1988年再選 | 22 | 102                                                               | 23 | 1990年再選 | 1985年1月15日 – 2015年1月3日 | 民主党 | ジョン・ロックフェラー | 18 |
| 17 | ロバート・バード | 民主党 | 1959年1月3日 – 2010年6月28日 | 1988年再選 | 22 | 103                                                               | 23 | 1990年再選 | 1985年1月15日 – 2015年1月3日 | 民主党 | ジョン・ロックフェラー | 18 |
| 17 | ロバート・バード | 民主党 | 1959年1月3日 – 2010年6月28日 | 1994年再選 | 23 | 104                                                               | 23 | 1990年再選 | 1985年1月15日 – 2015年1月3日 | 民主党 | ジョン・ロックフェラー | 18 |
| 17 | ロバート・バード | 民主党 | 1959年1月3日 – 2010年6月28日 | 1994年再選 | 23 | 105                                                               | 24 | 1996年再選 | 1985年1月15日 – 2015年1月3日 | 民主党 | ジョン・ロックフェラー | 18 |
| 17 | ロバート・バード | 民主党 | 1959年1月3日 – 2010年6月28日 | 1994年再選 | 23 | 106                                                               | 24 | 1996年再選 | 1985年1月15日 – 2015年1月3日 | 民主党 | ジョン・ロックフェラー | 18 |
| 17 | ロバート・バード | 民主党 | 1959年1月3日 – 2010年6月28日 | 2000年再選 | 24 | 107                                                               | 24 | 1996年再選 | 1985年1月15日 – 2015年1月3日 | 民主党 | ジョン・ロックフェラー | 18 |
| 17 | ロバート・バード | 民主党 | 1959年1月3日 – 2010年6月28日 | 2000年再選 | 24 | 108                                                               | 25 | 2002年再選 | 1985年1月15日 – 2015年1月3日 | 民主党 | ジョン・ロックフェラー | 18 |
| 17 | ロバート・バード | 民主党 | 1959年1月3日 – 2010年6月28日 | 2000年再選 | 24 | 109                                                               | 25 | 2002年再選 | 1985年1月15日 – 2015年1月3日 | 民主党 | ジョン・ロックフェラー | 18 |
| 17 | ロバート・バード | 民主党 | 1959年1月3日 – 2010年6月28日 | 2006年再選 死去 | 25 | 110                                                               | 25 | 2002年再選 | 1985年1月15日 – 2015年1月3日 | 民主党 | ジョン・ロックフェラー | 18 |
| 17 | ロバート・バード | 民主党 | 1959年1月3日 – 2010年6月28日 | 2006年再選 死去 | 25 | 111                                                               | 26 | 2008年再選 引退 | 1985年1月15日 – 2015年1月3日 | 民主党 | ジョン・ロックフェラー | 18 |
| 空席 | 空席 | 空席 | 2010年6月28日 – 2010年7月16日 | | 25 | 111                                                               | 26 | 2008年再選 引退 | 1985年1月15日 – 2015年1月3日 | 民主党 | ジョン・ロックフェラー | 18 |
| 18 | カート・グッドウィン | 民主党 | 2010年7月16日 – 2010年11月15日 | バード死去による空席を補充するため任命 後継選出時に引退 | 25 | 111                                                               | 26 | 2008年再選 引退 | 1985年1月15日 – 2015年1月3日 | 民主党 | ジョン・ロックフェラー | 18 |
| 19 | ジョー・マンチン | 民主党 | 2010年11月15日 – 2025年1月3日 | バード死去による補欠選挙で選出 | 25 | 111                                                               | 26 | 2008年再選 引退 | 1985年1月15日 – 2015年1月3日 | 民主党 | ジョン・ロックフェラー | 18 |
| 19 | ジョー・マンチン | 民主党 | 2010年11月15日 – 2025年1月3日 | バード死去による補欠選挙で選出 | 25 | 112                                                               | 26 | 2008年再選 引退 | 1985年1月15日 – 2015年1月3日 | 民主党 | ジョン・ロックフェラー | 18 |
| 19 | ジョー・マンチン | 民主党 | 2010年11月15日 – 2025年1月3日 | 2012年再選 | 26 | 113                                                               | 26 | 2008年再選 引退 | 1985年1月15日 – 2015年1月3日 | 民主党 | ジョン・ロックフェラー | 18 |
| 19 | ジョー・マンチン | 民主党 | 2010年11月15日 – 2025年1月3日 | 2012年再選 | 26 | 114                                                               | 27 | 2014年選出 | 2015年1月3日 – 現職 | 共和党 | シェリー・ムーア・カピト | 19 |
| 19 | ジョー・マンチン | 民主党 | 2010年11月15日 – 2025年1月3日 | 2012年再選 | 26 | 115                                                               | 27 | 2014年選出 | 2015年1月3日 – 現職 | 共和党 | シェリー・ムーア・カピト | 19 |
| 19 | ジョー・マンチン | 民主党 | 2010年11月15日 – 2025年1月3日 | 2018年再選2024年5月31日に民主党離党引退 | 27 | 116                                                               | 27 | 2014年選出 | 2015年1月3日 – 現職 | 共和党 | シェリー・ムーア・カピト | 19 |
| 19 | ジョー・マンチン | 民主党 | 2010年11月15日 – 2025年1月3日 | 2018年再選2024年5月31日に民主党離党引退 | 27 | 117                                                               | 28 | 2020年再選 | 2015年1月3日 – 現職 | 共和党 | シェリー・ムーア・カピト | 19 |
| 19 | ジョー・マンチン | 民主党 | 2010年11月15日 – 2025年1月3日 | 2018年再選2024年5月31日に民主党離党引退 | 27 | 118                                                               | 28 | 2020年再選 | 2015年1月3日 – 現職 | 共和党 | シェリー・ムーア・カピト | 19 |
| 19 | ジョー・マンチン | 無所属 | 2010年11月15日 – 2025年1月3日 | 2018年再選2024年5月31日に民主党離党引退 | 27 |                                                                   | 28 | 2020年再選 | 2015年1月3日 – 現職 | 共和党 | シェリー・ムーア・カピト | 19 |
| 空席 | 空席 | 空席 | 2025年1月3日 – 2025年1月14日 | | 28 | 119                                                               | 28 | 2020年再選 | 2015年1月3日 – 現職 | 共和党 | シェリー・ムーア・カピト | |
| 20 | ジム・ジャスティス | 共和党 | 2025年1月14日 – 現職 | 2024年選出ウェストバージニア州知事の任期終了後に就任 | 28 | 119                                                               | 28 | 2020年再選 | 2015年1月3日 – 現職 | 共和党 | シェリー・ムーア・カピト | |
| 20 | ジム・ジャスティス | 共和党 | 2025年1月14日 – 現職 | 2024年選出ウェストバージニア州知事の任期終了後に就任 | 28 | 120                                                               | 29 | 2026年改選予定 | 2026年改選予定 | 2026年改選予定 | 2026年改選予定 | 2026年改選予定 |
| 20 | ジム・ジャスティス | 共和党 | 2025年1月14日 – 現職 | 2024年選出ウェストバージニア州知事の任期終了後に就任 | 28 | 121                                                               | 29 | 2026年改選予定 | 2026年改選予定 | 2026年改選予定 | 2026年改選予定 | 2026年改選予定 |
| 2030年改選予定 | 2030年改選予定 | 2030年改選予定 | 2030年改選予定 | 2030年改選予定 | 29 | 122                                                               | 29 | 2026年改選予定 | 2026年改選予定 | 2026年改選予定 | 2026年改選予定 | 2026年改選予定 |
| # | 氏名 | 所属政党 | 在職期間 | 選挙歴 | 任 期 |                                                                   | 任 期 | 選挙歴 | 在職期間 | 所属政党 | 氏名 | # |
| 第1部 | 第1部 | 第1部 | 第1部 | 第1部 | 第1部 | 第2部                                                             | 第2部 | 第2部 | 第2部 | 第2部 | 第2部 | |